# Charles-Joseph-Augustin de Bully
Charles-Joseph-Augustin de Bully, né le 29 mai 1767 à Paris (Île-de-France) et décédé le 3 janvier 1831 à Lille (Nord), est un homme politique français.

## Biographie
Avocat au Parlement de Paris en 1788, puis payeur général de l'armée de Hollande, payeur général de la 16e Division militaire à Lille en 1814, payeur général et inspecteur général du Trésor royal à Lille.
Conseiller municipal de Lille en 1815, président du Collège Electoral du Nord, il est choisi comme candidat officiel des ultraroyalistes et élu membre de la Chambre des Députés le 13 novembre 1822 dans le 3e arrondissement électoral du Nord (Lille). Il siégea, comme ses collègues du même département, dans la majorité royaliste, et fut réélu en 1824 et 1827 (cette dernière élection fut l'objet d'une vive polémique). Il parla à la Chambre à plusieurs reprises, sur des questions locales, sur l'indemnité aux émigrés, sur le Budget, et se montra tout dévoué à la politique de comte de Villèle.
Il fut nommé chevalier de la Légion d'honneur le 30 avril 1814, sur proposition du duc de Berry, sous la première Restauration.
Il avait épousé à Paris le 1er juin 1793 Marie-Anne-Victoire Bienaymé, dont il eut deux enfants : Esprit, ancêtre d'Alix de Foresta, princesse Napoléon, et Augustine, épouse de Vindicien Févez.
Il était l'oncle du romancier et dramaturge Roger de Beauvoir, de son vrai nom Eugène Roger de Bully, et l'obligea à utiliser un pseudonyme pour ne pas compromettre sa propre carrière politique.

## Sources
- « Charles-Joseph-Augustin de Bully », dans Adolphe Robert et Gaston Cougny, Dictionnaire des parlementaires français, Edgar Bourloton, 1889-1891 [détail de l’édition]